# Josef Bick
Josef Bick (Abstatt, 1880. május 22. – Bécs, 1952. április 5.) német filológus, az Osztrák Nemzeti Könyvtár főigazgatója.

## Életrajza
Josef Bick 1880-ban született Abstattban a Wildeck kastélyban, Heilbronn közelében, egy erdész fiaként. Bick klasszikus filológiát tanult a prágai német egyetemen . Ott tagja lett a Katolikus Testvériség KDStV Ferdinandea Prága (most Heidelberg), a CV-nek. Filológiából diplomázott, majd 1907-ben osztrák állampolgárságot szerzett. Bécsbe költözött, és a bécsi udvari Könyvtárnál dolgozott. A Bécsi Egyetemen habilitál és 1914-ben a klasszikus filológia rendkívüli tanára lett.
1918-ban Josef Donabaum helyettese volt a Bírósági Könyvtárban. 1923-ban ő lett vezetője az átnevezett, új Osztrák Nemzeti Könyvtárnak. 1934-ben ügyvezető igazgatója volt a bécsi állami  Albertina Gyűjteménynek.
1931-ben megkapta az Osztrák Köztársaság Szolgálati Bick Nagy Érdemrendjét, ő is tagja lett Bécsben az Osztrák Tudományos Akadémiának.
Néhány nappal Ausztria megszállása után, 1938. március 16-án Josef Bicket a Gestapo letartóztatta, eltávolították munkakörétől. Eleinte a Gestapo bécsi börtönének lakója volt, először rövid időt a dachaui koncentrációs táborban, majd a Sachsenhausen koncentrációs táborban töltött. Josef Bick hetekig raboskodott indoklás és tárgyalás nélkül magánzárkában, majd augusztus 28-án újra szabadon engedték. El kellett hagynia Bécsben levő lakóhelyét, Alsó-Ausztriában Piestingben jelöltek ki számára lakóhelyet. Új tartózkodási helyét a Gestapo engedélye nélkül nem hagyhatta el.
Josef Bick a második világháború befejezése után 1945. június 30-án kapta vissza korábbi, az Osztrák Nemzeti Könyvtárban levő főigazgatói pozícióját.
Josef Bick 1949-ben visszavonult. Meghalt 1952-ben a bécsi klinikán szívbetegség és stroke következtében.